# John Hagee
John Hagee (Baytown, 12 d'abril de 1940) és el fundador i el pastor emèrit de l'Església Cornerstone, una mega-església no denominacional situada a San Antonio, Texas.
El pastor Hagee és també el president de la corporació Global Evangelism Television (GETV). Els seus ancestres poden traçar-se fins a l'època colonial.
El pastor Hagee és el president dels Ministeris John Hagee, una organització que retransmet programes religiosos per la ràdio i la televisió. Els sermons de Hagee són retransmesos pels canals The Inspiration Networks (INSP), Trinity Broadcasting Network (TBN), i Inspiration TV.
Els Ministeris John Hagee són emesos al Canadà al canal Miracle Channel, i es poden veure en llocs com Àfrica, Austràlia, Europa, i Nova Zelanda.
John Hagee va ser el fundador i el president nacional de l'organització cristiana sionista Cristians Units per Israel (CUFI), que va ser incorporada el 7 de febrer de 2006.
John Hagee recolza públicament a l'estat sionista d'Israel, i es va reunir amb l'ex-Primer ministre d'Israel, Menachem Begin. El pastor Hagee ha estat criticat pels seus comentaris negatius sobre l'islam, el catolicisme i el judaisme.